# Adrian Fein
Adrian Markus Fein (München, 18 maart 1999) is een Duits voetballer die doorgaans speelt als middenvelder. In juli 2025 verliet hij Waldhof Mannheim.

## Clubcarrière
Fein speelde in de jeugd van 1860 München en stapte in 2007 over naar Bayern München. In het tweede elftal van die club maakte de middenvelder op 14 juli 2017, tegen FC Ingolstadt II. Bayern München II won met 5–0 en Fein mocht van coach Tim Walter de gehele wedstrijd spelen. Zijn eerste doelpunt maakte Fein op 25 februari 2018, tegen VfB Eichstätt. Nicolas Feldhahn had in dat duel de score geopend en na een uur spelen zorgde Fein voor een verdubbeling van de voorsprong. Bayern won de wedstrijd met 2–0. Voorafgaand aan het seizoen 2018/19 werd Fein verhuurd aan Jahn Regensburg, waarvoor hij 21 wedstrijden speelde. Het jaar erop verhuurde Bayern München de middenvelder opnieuw, ditmaal aan Hamburger SV. Eind 2019 verlengde Bayern München het contract met Fein tot medio 2023. Na zijn verhuurperiode bij Hamburger SV, keerde hij terug in München. 
In de zomer van 2020 huurdePSV Fein van Bayern München. De Eindhovenaren dwongen ook een optie tot koop af op de middenvelder. Op 18 oktober maakte hij zijn debuut voor PSV in de seizoensopener tegen PEC Zwolle (0-3 overwinning). Op 22 december scoorde hij zijn eerste en enige goal voor PSV, in de 4-1 overwinning op VVV-Venlo. Toch was hij voornamelijk invaller bij PSV en kwam hij tot maar 18 wedstrijden. De optie om Fein definitief over te nemen werd daarom dan ook niet gelicht door PSV en na het seizoen 2020/21 keerde Fein terug naar Bayern München.
Voor het seizoen 2021/22 werd Fein andermaal verhuurd door Bayern, ditmaal aan het naar de Bundesliga gepromoveerde Greuther Fürth. In de winterstop keerde hij terug naar Bayern, dat hem verhuurde aan Dynamo Dresden. Door een besmetting met COVID-19 en de nawerkingen daarvan kwam hij niet tot speelminuten en zat hij slechts eenmaal in de wedstrijdselectie. Medio 2022 mocht Fein definitief vertrekken bij Bayern München, waarop hij voor twee seizoenen tekende bij Excelsior. Daar maakte hij op 28 augustus 2022 uitgerekend tegen zijn voormalig werkgever PSV (6–1 nederlaag) zijn debuut voor Excelsior. In zijn tweede seizoen stond Fein langs de kant door een stofwisselingsziekte. Hierop besloot hij Excelsior in de winterstop te verlaten voor SC Verl. Fein verhuisde binnen de 3. Liga na een half seizoen naar Waldhof Mannheim.

## Clubstatistieken
| Seizoen | Club              | Competitie    | Competitie | Competitie | Beker | Beker | Internationaal | Internationaal | Totaal | Totaal |
| Seizoen | Club              | Competitie    | Wed.       | Dlp.       | Wed.  | Dlp.  | Wed.           | Dlp.           | Wed.   | Dlp.   |
| ------- | ----------------- | ------------- | ---------- | ---------- | ----- | ----- | -------------- | -------------- | ------ | ------ |
| 2017/18 | Bayern München II | Regionalliga  | 27         | 1          | —     | —     | —              | —              | 27     | 1      |
| 2018/19 | Bayern München II | Regionalliga  | 6          | 1          | —     | —     | —              | —              | 6      | 1      |
| 2018/19 | → Jahn Regensburg | 2. Bundesliga | 21         | 0          | 0     | 0     | —              | —              | 21     | 0      |
| 2019/20 | → Hamburger SV    | 2. Bundesliga | 31         | 1          | 2     | 0     | —              | —              | 33     | 1      |
| 2020/21 | Bayern München II | 3. Liga       | 1          | 1          | —     | —     | —              | —              | 1      | 1      |
| 2020/21 | → PSV             | Eredivisie    | 13         | 1          | 2     | 0     | 3              | 0              | 18     | 1      |
| 2021/22 | → Greuther Fürth  | Bundesliga    | 3          | 0          | 1     | 0     | —              | —              | 4      | 0      |
| 2021/22 | → Dynamo Dresden  | 2. Bundesliga | 0          | 0          | 0     | 0     | —              | —              | 0      | 0      |
| 2022/23 | Excelsior         | Eredivisie    | 14         | 0          | 1     | 0     | —              | —              | 15     | 0      |
| 2023/24 | Excelsior         | Eredivisie    | 0          | 0          | 0     | 0     | —              | —              | 0      | 0      |
| 2023/24 | SC Verl           | 3. Liga       | 8          | 0          | 0     | 0     | —              | —              | 8      | 0      |
| 2024/25 | Waldhof Mannheim  | 3. Liga       | 21         | 0          | 3     | 0     | —              | —              | 24     | 0      |
| Totaal  | Totaal            | Totaal        | 145        | 5          | 9     | 0     | 3              | 0              | 157    | 5      |

Bijgewerkt op 3 juli 2025.